# Cotton (Virginia Occidental)
Cotton es un área no incorporada ubicada dentro del condado de Roane (Virginia Occidental), Estados Unidos. Está catalogada como un asentamiento humano por la Junta de Nombres Geográficos de los Estados Unidos.
El número de identificación (ID) asignado por el Servicio Geológico de Estados Unidos es 1537698.

## Geografía
Se encuentra a una altitud de 195 metros sobre el nivel del mar (640 pies) según el conjunto de datos de elevación nacional.